# Priscilla Coolidge
Priscilla Coolidge (Lafayette, 1941 – Thousand Oaks, 2 oktober 2014) was een Amerikaanse zangeres. Ze was de zus van zangeres Rita Coolidge.

## Leven en loopbaan
Coolidge werd geboren in Lafayette. In 1960 kreeg ze een zoon, de latere acteur Paul Satterfield. Tussen 1969 en 1979 was ze getrouwd met Booker T. Jones die in 1970 ook haar eerste solo-album produceerde, getiteld Gypsy Queen. Vervolgens werkte het paar op drie albums samen: Booker T. & Priscilla (1971); Home Grown (1972); en Chronicles (1973). Dat laatste album bevatte het nummer "Time" dat was geschreven door haar zus Rita en naar bewering werd 'geleend' door drummer Jim Gordon (voormalig drummer van Eric Clapton's band Derek and the Dominos en Rita's eerdere partner) en dat ten grondslag lag aan het beroemde coda aan het eind van "Layla". Jones produceerde ook Priscilla's laatste solo-album, Flying in 1979. Hun huwelijk strandde later dat jaar.
In 1981 trouwde Coolidge met tv-journalist en verslaggever Ed Bradley. Ook dat huwelijk eindigde in een scheiding waarna ze hertrouwde met Michael Seibert. In oktober 2014 werden Seibert en Coolidge dood aangetroffen in hun huis in Thousand Oaks. Uit politie-onderzoek bleek dat Seibert eerst Coolidge had doodgeschoten en vervolgens ook zichzelf van het leven beroofde.